# فرنسيس بانكس
فرنسيس بانكس (بالإنجليزية: Francis Banks)‏ (1 فبراير 1865 في المملكة المتحدة - ) هو لاعب كرة قدم بريطاني (وحمل سابقاً جنسية المملكة المتحدة لبريطانيا العظمى وأيرلندا) في مركز حراسة المرمى. لعب مع برمنغهام سيتي وWarwick County F.C. ‏.